# Cemal Nalga
Cemal Nalga (Smirne, 16 settembre 1987) è un cestista turco.

## Carriera
Con la Turchia ha disputato due edizioni dei Giochi del Mediterraneo (Pescara 2009, Mersin 2013).

## Palmarès
- Campionato turco: 1

Pınar Karşıyaka: 2014-15
- Coppa del Presidente: 1

Beşiktaş: 2012